# McDermitt
McDermitt (korábban Dugout) az Amerikai Egyesült Államok északnyugati részén, Oregon állam Malheur megyéjében és Nevada állam Humboldt megyéjében elhelyezkedő statisztikai település. A 2020. évi népszámlálási adatok alapján 124 lakosa van.
A település két részből áll: Fort McDermitt és McDermitt; utóbbi oregoni területe nem része McDermitt statisztikai településnek, de az ontariói statisztikai körzethez tartozik.
A McDermitt-i állami repülőtér a településtől északnyugatra fekszik.

## Története
A település nevét az indiánok által megölt Charles McDermitről elnevezett McDermit-erődről kapta. A létesítmény a hadsereg számára fontos postakocsi-útvonal védelmére jött létre, a településen pedig a kiszolgáló létesítmények épültek fel.

## Éghajlat
A település éghajlata félszáraz (a Köppen-skála szerint BSk).
| Hónap                                   | Jan.  | Feb.  | Már.  | Ápr.  | Máj. | Jún. | Júl. | Aug. | Szep. | Okt.  | Nov.  | Dec.  | Év    |
| --------------------------------------- | ----- | ----- | ----- | ----- | ---- | ---- | ---- | ---- | ----- | ----- | ----- | ----- | ----- |
| Rekord max. hőmérséklet (°C)            | 19,0  | 21,0  | 26,0  | 31,0  | 37,0 | 41,0 | 44,0 | 41,0 | 38,0  | 33,0  | 24,0  | 18,0  | 44,0  |
| Átlagos max. hőmérséklet (°C)           | 5,1   | 8,2   | 11,9  | 16,2  | 21,4 | 27,1 | 32,9 | 31,8 | 27,0  | 19,6  | 10,4  | 5,4   | 18,1  |
| Átlagos min. hőmérséklet (°C)           | −7,1  | −5,2  | −3,5  | −1,3  | 2,6  | 6,4  | 9,6  | 8,6  | 4,0   | −0,1  | −3,8  | −7,1  | 0,3   |
| Rekord min. hőmérséklet (°C)            | −34,0 | −31,0 | −19,0 | −13,0 | −9,0 | −6,0 | −2,0 | −7,0 | −12,0 | −19,0 | −22,0 | −34,0 | −34,0 |
| Átl. csapadékmennyiség (mm)             | 19    | 15    | 22    | 25    | 35   | 26   | 9    | 10   | 12    | 18    | 21    | 20    | 232   |
| Forrás: Western Regional Climate Center |       |       |       |       |      |      |      |      |       |       |       |       |       |

## Gazdaság
A helység gazdasága az állattartáson és a bányászaton alapszik: 1917 és 1989 között a McDermitt-kalderán négy higanybánya (Bretz, Opalite, Cordero és McDermitt) működött, amelyek 1933 és 1989 között az ország legnagyobb higanykitermelői voltak. A bányabezárások következtében a település népessége megcsappant. A Santa Rosa-hegységben található bányákban jelentős mennyiségű higanyt és ezüstöt termeltek ki.
Több bányában is az arany-, ezüst-, gallium-, lítium- és uránkitermelés visszaállításán dolgoznak.

## Látnivalók
Az államhatár keresztülhalad a korábban bordélyként is szolgáló Fehér Ló fogadón; a megrendelt ételért egykor az oregoni oldalon is lehetett fizetni, ezzel kikerülve a nevadai adókat.

## Oktatás
A település iskolájának fenntartója a Humboldt megyei Tankerület. A könyvtár a Humboldt megyei Könyvtár fiókintézményeként működik.

## Fordítás
- Ez a szócikk részben vagy egészben  a   McDermitt, Nevada and Oregon című angol Wikipédia-szócikk ezen változatának fordításán alapul.  Az eredeti cikk szerkesztőit annak laptörténete sorolja fel. Ez a jelzés csupán a megfogalmazás eredetét és a szerzői jogokat jelzi, nem szolgál a cikkben szereplő információk forrásmegjelöléseként.